# Vzhodno od raja
Vzhodno od raja (angleško East of Eden) je roman nobelovega nagrajenca Johna Ernsta Steinbecka, objavljen leta 1952. Pogostokrat opisan kot njegovo najbolj ambiciozno delo, Vzhodno od raja oživlja zamotane podrobnosti dveh družin - Traskovih in Hamiltonovih in njune prepletene zgodbe.

## Vsebina
Dogajalni prostor je okrožje Salinas v Kaliforniji med začetkom dvajsetega stoletja in koncem prve svetovne vojne. Samuel Hamilton in njegova žena Liza, priseljenca iz severne Irske, sta vzgojila devet otrok na nerodovitnem območju domačije. V dolino Salinas se po razburljivem otroštvu na vzhodu, letih služenja v vojski in potepanja po deželi preseli Adam Trask - pravkar poročen, novopečen bogataš.
Delo obravnava pokvarjenost in koristoljubje, ljubezen, boj za sprejetje v družbi, veličino človeka in zmožnost samouničevalnosti, posebno podrobnost pa namenja občutku krivde in svobode. Vse zgodbe poveže in jih naveže na biblično zgodbo o Kajnu in Ablu (naslov zgodbe izvira iz te biblične zgodbe).

## Film
Po knjigi je bil leta 1955 posnet film Vzhodno od raja režiserja Elia Kazana, v katerem so igrali James Dean, Richard Davalos in Raymond Massey. Film predstavlja drugi del knjige, v katerem James Dean igra Adamovega sina Cala, Richard Davalos pa Arona, Calovega dvojčka.